# Cmentarz żydowski w Rawiczu
Cmentarz żydowski w Rawiczu – nieistniejący kirkut, który mieścił się przy ulicy Podgórnej, we wsi Sierakowo. Za datę powstania cmentarza przyjmuje się rok 1728, kiedy to pojawiła się pierwsza informacja na temat żydowskiego towarzystwa pogrzebowego Chewra Kadisza, którego celem była tahara, czyli posługa związana z przygotowaniem ciała zmarłej osoby do pogrzebu. Ostatni pogrzeb miał miejsce w 1936 roku. W czasie II wojny światowej naziści doszczętnie zdewastowali nekropolię a rozbite macewy, po których nie ma obecnie śladu zostały wykorzystane jako materiał budowlany.